# Upplands runinskrifter 202
Upplands runinskrifter 202, med signum U 202, är en runsten som nu står vid Angarns kyrka i Vallentuna kommun. Dess ursprungliga plats är okänd.
U 202, U 203 och 
U 204 är uppställda bredvid varandra utanför kyrkogårdsmuren, varav U 202 står längst till vänster.

## Stenen
Runstenen är 1,20 meter hög och 1,06 meter bred. Runhöjden är 7-10 centimeter. Stenen har legat som tröskelsten i kyrkans vapenhus innan den flyttades 1938. Några runor saknas i förnamnet Torbjörn eftersom den högra delen av runraden huggits bort. Runstenen är av rosa granit och dess ornamentik uppvisar en profilerad orm i Urnesstil, vilket placerar den i sen vikingatid. Någon antydan till ett kristet kors är ej synligt. Däremot korsar ormen sig själv innan den slår knut på sin egen svans. Runristaren torde vara Fot.

## Inskriften
Translitterering av runraden:
× orikia × auk × ikul × litu × raisa × stain × ... ...biurn × faþur sin ×
Normalisering till runsvenska:
Orøkia ok Igull letu ræisa stæin ... ...biorn, faður sinn.
Översättning till nusvenska:
Orökja och Igul lät resa stenen ... -björn, sin fader.